# 2013-as magyar labdarúgó-ligakupa-döntő
A 2013-as magyar labdarúgó-ligakupa-döntő a sorozat hatodik döntője volt. A finálét a Ferencváros és a Videoton csapatai játszották. A találkozóra 2013. április 24-én, a székesfehérvári Sóstói Stadionban került sor. A budapesti csapat története során először hódította el a trófeát.

## Előzmények
Az egyik résztvevő a budapesti Ferencvárosi TC csapata, amely korábban még sosem szerepelt a ligakupa döntőjében.

„Nem csak a csapat, hanem az egész klub számára nagyon fontos, hogy újra egy kupasorozat döntőjében léphetünk pályára. (...) Az, hogy idáig eljutottunk, az egész stáb érdeme. Számunkra végig nagyon fontos volt a Ligakupa, úgy gondolom, hogy ez egy jó, és fontos sorozat. Nagyon sokat profitáltunk a Ligakupa-mérkőzésekből, hiszen teljes csapattal játszhattunk, így a kondicionális felkészülésbe is beleillettek ezek a találkozók.”

– Ricardo Moniz, a Ferencváros vezetőedzője. 

A döntő másik résztvevője a címvédő, a székesfehérvári Videoton FC, amely története során háromszor hódította el a ligakupa-trófeát. 2008-ban, a kupa első kiírása során a Debreceni VSC, 2009-ben a Pécsi MFC, illetve 2012-ben a Kecskeméti TE ellenében.

„Egy kupadöntőn szerepelni mindig különleges érzés, ugyanis egy ilyen meccset mindig meg kell nyerni, hiszen egy összecsapáson dől el a győzelem sorsa, nincs lehetőség javítani vagy a korábbi eredményt "helyrehozni." Egy meccsen kell mindent beleadni és a lehető legjobb teljesítményt nyújtani, mert ott és akkor dől el minden! Semmilyen szempontból nem különleges az, hogy a Ferencváros lesz az ellenfelünk, mert egy kupadöntő önmagában is mindig különleges, nem a csapatok teszik azzá.”

– José Manuel Gomes, a Videoton vezetőedzője. 

## A döntő helyszíne

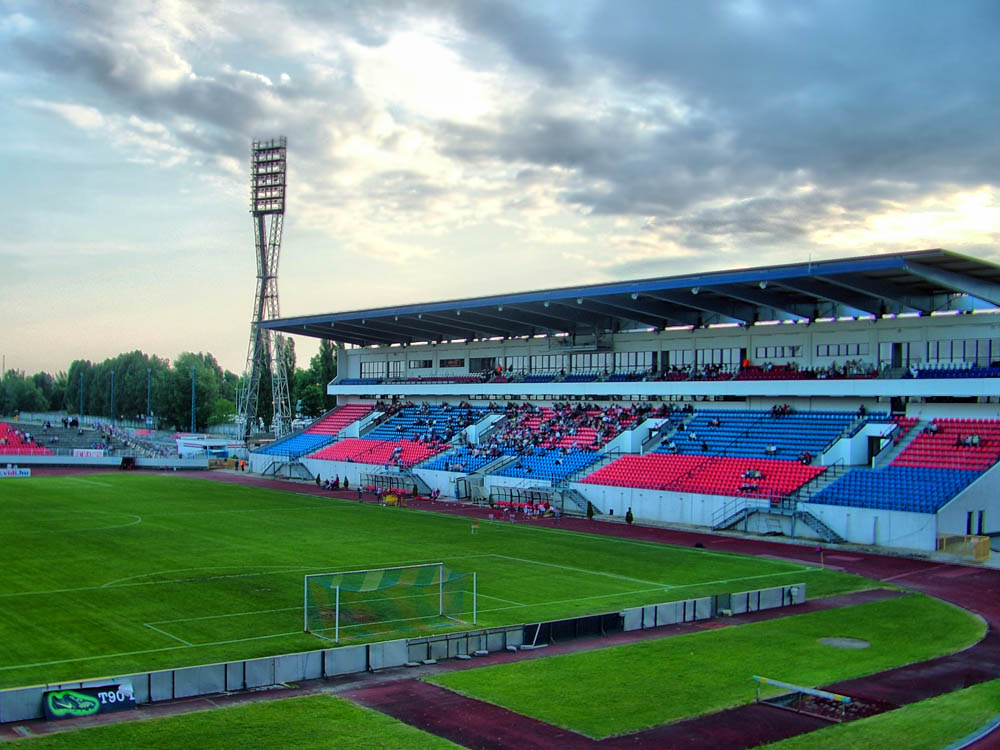
A Sóstói Stadion.

A Magyar Labdarúgó-szövetség, a 2012-es döntőhöz hasonlóan, ezúttal is sorsolás útján döntötte el, hogy melyik részt vevő csapat stadionjában rendezzék meg a finálét. Az április 8-i sorsolás a székesfehérváriaknak kedvezett, így a találkozónak a Sóstói Stadion adhatott otthont. Érdekesség, hogy a pályaválasztó viszont az FTC volt, tehát hivatalosan Ferencváros–Videoton mérkőzést rendeztek meg.
A sorsolás utózöngéje, hogy a Ferencváros szimpatizánsai nehezményezték a sorsolás végkimenetelét, illetve, miképp is zajlott a helyszín kijelölése. Őket Kubatov Gábor, a zöld-fehér klub elnöke nyugtatta meg.
Sorsolás volt a mi jelenlétükben. Nem a Puskás Ferenc stadion lett kihúzva, hanem a fehérvári. Ennyi. (...) Megegyeztünk, hogy vagy nálunk, vagy náluk. Lehetett volna fordítva is. – Kubatov Gábor

## Út a döntőig
Az eredmények az adott csapat szempontjából szerepelnek.
| Csapat        | M | Gy | D | V | G+ | G– | Gk  | P  |
| ------------- | - | -- | - | - | -- | -- | --- | -- |
| Ferencváros   | 6 | 5  | 1 | 0 | 14 | 4  | +10 | 16 |
| Kecskeméti TE | 6 | 2  | 3 | 1 | 12 | 7  | +5  | 9  |
| MTK Budapest  | 6 | 1  | 2 | 3 | 5  | 7  | –2  | 5  |
| Szolnoki MÁV  | 6 | 0  | 2 | 4 | 5  | 18 | –13 | 2  |

| Csapat            | M | Gy | D | V | G+ | G– | Gk | P  |
| ----------------- | - | -- | - | - | -- | -- | -- | -- |
| Videoton          | 6 | 4  | 1 | 1 | 9  | 3  | +6 | 13 |
| Lombard Pápa      | 6 | 4  | 0 | 2 | 9  | 8  | +1 | 12 |
| Kaposvári Rákóczi | 6 | 1  | 2 | 3 | 6  | 8  | –2 | 5  |
| Zalaegerszegi TE  | 6 | 1  | 1 | 4 | 5  | 10 | –5 | 4  |

## A mérkőzés
A finálét a székesfehérvári Sóstói Stadionban rendezték, 17:30-as kezdéssel. A találkozóra 6 200 néző volt kíváncsi, amely az eddigi legmagasabb nézőszám a sorozat döntői során. Az első félidő remek iramban kezdődött, mindkét csapat veszélyesen futballozott. A huszonegyedik percben Vladan Čukić góljával szerezte meg a vezetést a zöld-fehér gárda, egy beadást fejelt közelről a kapuba. Két percre rá egyenlített a Videoton, Nikola Mitrović az elé kerülő labdát vágta be öt méterről a ferencvárosi kapuba. A huszonhetedik percben született az újabb találat, Julian Jenner fejesével vezetett újra a budapesti csapat. A harminckilencedik percben Stanley Aborah tovább növelte az előnyt, nyolc méterről lőtt a kapuba. A szünetre 3–1-s ferencvárosi vezetéssel vonultak a csapatok. A második játékrészt a Videoton kezdte jobban, azonban a hetvenedik percben Aborah belőtte a saját maga második, csapata negyedik gólját. A hetvenötödik percben már kiütéssé alakult a találkozó, Somália fejesgóljával már 5–1-re vezetett a Ferencváros. A különbség a továbbiakban már nem változott, az FTC magabiztos sikerrel hódította el története során először a ligakupa-trófeát.

„Fantasztikus érzés egy ilyen nagyszerű csapat ellen győzni. Nagyon messziről indultunk, mivel messze voltunk az Európa-liga-szereplést érő helytől, ami a célunk. Nagyon kicsi a különbség a vereségek és a győzelmek között, apró momentumokon múlik a siker és a kudarc. A mai meccs is ilyen volt, hiszen bármi megtörténhetett volna. Élvezni kell ezt a napot, de nagyon fontos, hogy észnél legyünk, mivel a vasárnapi meccs is nagyon fontos. Egy döntőben nagyon fontos, hogy melyik csapat teszi jobban oda magát. Mindkét csapat a támadófocira esküszik, mindkettő támadószellemben játszik. Ma nekünk sikerült jobban, de két jó csapat találkozója volt a mai.”

– Ricardo Moniz 

„Nem könnyű erről a meccsről beszélni, de én azt gondolom, hogy a felelősség egy emberé, az enyém. Nem a csapaté, nem az időjárásé, nem a bíróé, nem a pályáé, hanem az enyém. Ezen a meccsen a Ferencváros azt játszotta, amit megszoktunk tőle, ők voltak ma jobbak, megérdemelten nyerték meg a kupát, nekünk ez volt a legrosszabb meccsünk volt, amióta itt vagyok. Egy gól volt, ami nem volt teljesen szabályos, az első, Böde az egyik védőnk legérzékenyebb pontját kapta el, ez is kellett a helyzethez. Erre jól reagáltunk, mert két perccel később kiegyenlítettünk, de a Fradi végül megérdemelten nyert a folytatásban. Hogy mit rontottam el? Jó kérdés, erre magamnak is meg kell adnom a választ, könnyebb lesz, ha kielemzem a történteket. Nyilván én sem szeretném telesírni az éjszakákat emiatt, egy kupagyőzelemmel így szegényebb lesz idén a klub, de tovább kell lépni.”

– José Manuel Gomes 

### Az összeállítások
| 2013. április 24. 17:30 |

| Ferencváros                                                                              | 5–1               | Videoton                                                               |
| ---------------------------------------------------------------------------------------- | ----------------- | ---------------------------------------------------------------------- |
| Čukić 21' 69' Jenner 27' Aborah 39' 70' 88' Somália 75' Bešić 13' Bönig 73' Leonardo 87' | (3–1) Jegyzőkönyv | 23' Mitrović 44' Álvarez 45' Vinícius 49' Juhász 51' Gomes 88' Stopira |

| Sóstói Stadion, Székesfehérvár Nézőszám: 6 200 Játékvezető: Farkas Ádám (magyar) |

| Ferencváros | Videoton |

| FERENCVÁROS:  |    |                        |     |     |
|               |    |                        |     |     |
| K             | 55 | Jova Levente           |     |     |
| JV            | 88 | Somália                |     |     |
| V             | 19 | Gyömbér Gábor          |     |     |
| V             | 21 | Muhamed Bešić          | 13' |     |
| BV            | 5  | Philipp Bönig          | 73' |     |
| VKP           | 30 | Vladan Čukić           | 69' | 74' |
| VKP           | 8  | Józsi György           |     |     |
| JSZ           | 11 | Stanley Aborah         | 88' |     |
| KTK           | 99 | Leonardo               | 87' |     |
| BSZ           | 27 | Julian Jenner          |     | 63' |
| CS            | 13 | Böde Dániel            |     | 80' |
| Cserék:       |    |                        |     |     |
| K             | 41 | Kunsági Roland         |     |     |
| V             | 4  | Sváb Dániel            |     |     |
| KP            | 33 | Holman Dávid           |     |     |
| KP            | 39 | Orosz Márk             |     | 74' |
| V             | 44 | Martin Klein           |     | 80' |
| KP            | 66 | Aleksandar Alempijević |     | 63' |
| KP            | 91 | Quenten Martinus       |     |     |
| Vezetőedző:   |    |                        |     |     |
| Ricardo Moniz |    |                        |     |     |

| VIDEOTON:            |    |                  |     |     |
|                      |    |                  |     |     |
| K                    | 27 | Mladen Božović   |     |     |
| JV                   | 2  | Álvaro Brachi    |     |     |
| V                    | 4  | Marco Caneira    |     |     |
| V                    | 32 | Juhász Roland    | 49' |     |
| BV                   | 22 | Stopira          | 88' |     |
| VKP                  | 5  | Vítor Gomes      | 51' |     |
| VKP                  | 3  | Paulo Vinícius   | 45' | 57' |
| JSZ                  | 23 | Arturo Álvarez   | 44' |     |
| KTK                  | 14 | Nikola Mitrović  |     | 57' |
| BSZ                  | 70 | Kovács István    |     | 80' |
| CS                   | 17 | Nikolics Nemanja |     |     |
| Cserék:              |    |                  |     |     |
| K                    | 12 | Tomáš Tujvel     |     |     |
| CS                   | 7  | Paraiba          |     | 57' |
| V                    | 21 | Szekeres Adrián  |     |     |
| KP                   | 26 | Tóth Balázs      |     |     |
| CS                   | 28 | Torghelle Sándor |     | 80' |
| V                    | 30 | Szolnoki Roland  |     |     |
| KP                   | 77 | Gyurcsó Ádám     |     | 57' |
| Szövetségi kapitány: |    |                  |     |     |
| José Manuel Gomes    |    |                  |     |     |

Asszisztensek:

Tóth II. Vencel (magyar) (partvonal)

Medovarszki János (magyar) (partvonal)

Negyedik játékvezető:

Kelemen Attila (magyar)